# Jenseits (Altes Ägypten)
Der Begriff Jenseits umfasste in der altägyptischen Mythologie die beiden Bereiche Himmel und Unterwelt. In der frühdynastischen Zeit und im Alten Reich bestand das Weltbild zunächst nur aus den zwei Ebenen Himmel und Erde, bis ab der ersten Zwischenzeit die Unterwelt als zweite Jenseitsebene folgte.

## Jenseitsvorstellungen

### Frühdynastische Zeit
Aus der 1. Dynastie ist der Elfenbeinkamm des  Pharao Wadji bekannt. Dort ist bereits in Verbindung des königlichen Himmelsaufstiegs die Kosmologie von Himmel und Erde abgebildet. Zwischen beiden Ebenen fungierte der König als Mittler.
Der Name des Wadji stand mit dem Falkensymbol entsprechend zwischen der himmlischen Ebene des Jenseits und der Erde des Diesseits. Über ihm befand sich ein Flügelpaar als Repräsentant der außerirdischen Himmelssphäre, die der Falkengott Horus auf einer Sonnenbarke durchfuhr. Der Falke und der im Serech eingetragene Name des Königs füllten dabei den Zwischenraum beider Regionen aus. An den Seiten des Elfenbeinkammes sind zwei himmlische Stützen zu erkennen.

### Altes Reich
Die späteren Pyramidentexte verweisen auf die Symbolik des Elfenbeinkammes. Die Macht des Königs war sowohl auf irdischer als auch in der himmlischen Ebene wirksam. Damit befindet sich der König in einer eigenen Ebene, die schriftlich erst in den Pyramidentexten näher beschrieben werden sollte. Es bestand jedoch der Unterschied, dass sich der König nicht als Horus verstand, sondern sich als seinen direkten Abkömmling ansah, der mit den himmlischen Horuskräften ausgestattet war.

### Erste Zwischenzeit bis zur griechisch-römischen Zeit
Nach dem Zusammenbruch des Alten Reichs kam in der ersten Zwischenzeit mit dem privaten Totenkult sowie mit der Theologie des Sonnengottes die Unterwelt als zweite Jenseitsebene hinzu. Aus dem Neuen Reich stammen die ältesten belegten königlichen Unterweltsbücher Amduat, Pforten-, Höhlen- und Grüftebuch sowie das Buch von der Erde. Das Totenbuch gehörte dagegen zur Textgattung des privaten Totenkultes, in welchem das Prinzip des zwei Ebenen umfassenden Jenseits oft genannt wird:

„Dein Ba in den Himmel und dein Leichnam in die Unterwelt...Dein Ba bleibt im Himmel, dein Leichnam in der Unterwelt, deine Statuen in den Tempeln...Mögest du sterben als einer, der zu seinem Ka geht, möge dein Ba im Haus des Benu ruhen...Dein Ba in den Himmel, dein Leichnam unter den Erdboden.“